# Pseudomystus fumosus
Pseudomystus fumosus es una especie de peces de la familia Bagridae en el orden de los Siluriformes.

## Morfología
• Los machos pueden llegar alcanzar los 7,4 cm de longitud total.

## Distribución geográfica
Se encuentra en el territorio peninsular de Malasia.